# Crimini di guerra alleati
I crimini di guerra alleati sono delle violazioni del diritto bellico commesse dagli Alleati verso popolazioni civili o personale militare delle potenze dell'Asse.
Alla conclusione della seconda guerra mondiale, furono eseguiti diversi processi contro l'Asse, il cui più famoso fu il processo di Norimberga. In Europa questi processi furono gestiti dal London Charter il quale considerò solamente i crimini commessi da individui che avessero agito negli interessi delle nazioni europee che fecero parte dell'Asse stesso.

## Linee di condotta
Le potenze alleate occidentali dichiararono che le loro forze armate seguivano i canoni stabiliti dalle convenzioni di Ginevra e, al tempo, affermarono di condurre una giusta guerra, combattuta per ragioni di difesa. Violazioni di tali convenzioni capitarono ad esempio i bombardamenti di civili tedeschi e le ritorsioni sovietiche post-guerra contro i civili collaborazionisti (con i tedeschi). Chiaramente però gli Alleati non presero parte ad atti di terrore di massa (tranne distruggere le maggiori città della Germania sterminandone la popolazione civile) né compirono genocidi. Tali crimini comprendono il cosiddetto crimine d'aggressione, l'omicidio in massa di prigionieri di guerra e la repressione delle popolazioni delle nazioni occupate.

## Europa

### Canada
Durante gli scontri a Leonforte, nel luglio 1943, secondo le affermazioni di Mitcham e dei von Stauffenberg nel libro The Battle of Sicily (La Battaglia di Sicilia), soldati del Reggimento Loyal Edmonton uccisero dei prigionieri tedeschi.
Kurt Meyer, generale della 12ª Divisione Panzer SS, accusò durante la battaglia di Normandia nel 1944, le forze canadesi della 3ª Divisione di Fanteria di aver trasgredito alla convenzione de L'Aia del 1907. Meyer affermò che il 7 giugno furono trovate prove dell'ordine canadese di non prendere prigionieri se essi avessero ostacolato le operazioni, informazioni confermate da interrogatori fatti a soldati canadesi stessi. Anche il generale tedesco Hubert Meyer confermò tali fatti, affermando che l'8 giugno uno dei suoi uomini trovò un taccuino canadese nel quale era trascritto l'ordine di non prendere prigionieri, se essi fossero di ostacolo per le operazioni. Kurt Meyer portò l'attenzione su tali prove al processo per crimini di guerra contro Bernhard Siebken; tali prove confermarono che i soldati canadesi, in almeno un'occasione, aprirono il fuoco contro soldati tedeschi che si erano arresi.
C. P. Stacey, lo storico ufficiale canadese della campagna, riporta che il 14 aprile 1945 giunsero voci riguardo all'uccisione dell'ufficiale comandante del reggimento Argyll and Sutherland Highlanders of Canada da parte di un cecchino civile. Questo avrebbe dovuto essere il risultato di una rappresaglia canadese contro civili tedeschi a Friesoythe durante il quale i soldati avrebbero incendiato le case con i civili all'interno. In seguito, Stacey scrisse che gli highlanders fecero uscire tutti i civili prima di bruciare le abitazioni, commentando quanto egli fosse "lieto di dire di non aver mai udito di un altro fatto simile".

### Francia

#### Maquis
In seguito allo sbarco alleato nel sud della Francia, durante l'operazione Dragoon, e al collasso dell'occupazione militare tedesca nell'agosto 1944, un buon numero di soldati tedeschi non riuscirono a fuggire dal territorio francese e si arresero agli Alleati e alla resistenza francese. I francesi uccisero pochi di questi prigionieri, la cui maggior parte erano membri della Gestapo e delle SS.
I Maquis (i membri della resistenza francese), sono conosciuti per aver ucciso 17 prigionieri di guerra tedeschi a Saint-Julien-de-Crempse, 14 di essi furono successivamente identificati il 10 settembre 1944. Questo fu un atto di vendetta verso l'assassinio tedesco di 17 abitanti locali, avvenuto il 3 agosto 1944.

#### I Goumier
Le truppe del Marocco francese, conosciuti come Goumier, furono inviati sul fronte italiano nel 1943, dove commisero crimini di massa dopo la battaglia di Montecassino nel 1944, crimine accaduto più tardi anche in Germania. Secondo l'Associazione Nazionale delle Vittime delle "marocchinate" 60.000 donne di ogni età, bambini, ed anche uomini, furono rapiti, stuprati o uccisi dai Goumier. Il crimine è rappresentato nel film La ciociara con Sophia Loren.

### Jugoslavia
| Conflitto armato             | Conflitto armato                                                                            | Autore               | Autore |
| ---------------------------- | ------------------------------------------------------------------------------------------- | -------------------- | --- |
| Fronte jugoslavo (1941-1945) | Fronte jugoslavo (1941-1945)                                                                | Partigiani Jugoslavi | Partigiani Jugoslavi |
| Episodio                     | Tipo di crimine                                                                             | Responsabili         | Note |
| Massacro di Bleiburg         | Crimini di guerra, crimini contro l'umanità: assassinio di prigionieri di guerra e civili.  | Nessun processo.     | Le vittime erano truppe collaborazioniste jugoslave (di etnia croata e slovena), uccise senza processo come atto di vendetta per il genocidio perpetrato dai regimi collaborazionisti (in particolare l'Ustascia) installati nei Balcani durante l'occupazione. |
| Massacri delle foibe         | Crimini di guerra, crimini contro l'umanità (assassinio di prigionieri di guerra e civili). | Nessun processo.     | Dopo l'armistizio dell'8 settembre 1943 e con l'avanzata alleata del 1945, la resistenza jugoslava cominciò fece strage di civili e militari istriani di etnia italiana (il numero delle vittime ancora oggi è incerto).                                        |
| Massacro di Bačka            | Crimini di guerra, crimini contro l'umanità (assassinio di prigionieri di guerra e civili). | Nessun processo.     | Assassinio di popolazioni di etnia tedesca e ungherese e di prigionieri di guerra serbi tra il 1944 e il 1945. |
| Massacri di Kočevski rog     | Crimini di guerra, crimini contro l'umanità: assassinio di prigionieri di guerra e civili.  | Nessun processo.     | Massacro di prigionieri di guerra. |
| Fossa comune di Tezno        | Crimini di guerra, crimini contro l'umanità: assassinio di prigionieri di guerra e civili.  | Nessun processo.     | Massacro di prigionieri di guerra. |

### Regno Unito
In violazione della convenzione dell'Aia del 1907, i britannici commisero alcuni saccheggi su piccola scala a Bayeux e Caen in Francia, dopo aver liberato le città stesse durante la battaglia di Normandia.
Prima della guerra «nessun'approvazione, trattato, convenzione o altri strumenti governanti la protezione delle popolazioni civili e le loro proprietà» da attacchi aerei fu adottato e le forze alleate conclusero che un attacco aereo alla città tedesca di Dresda fosse giustificato sulla base del fatto che la città era un obiettivo strategico e militare. Lo storico Donald Bloxham dichiarò che «il bombardamento di Dresda del 13-14 febbraio 1945 fu un crimine». Egli affermò più tardi che vi fu una dura udienza preliminare per tentare di giudicare Winston Churchill su tutti, cercando di renderlo colpevole: «Questo dovrebbe essere un pensiero che fa riflettere. Se, tuttavia è anche uno sorprendente, questo è probabilmente meno che il risultato di una diffusa comprensione delle sfumature del diritto internazionale e di più perché nella mente popolare il 'criminale di guerra', come il 'pedofilo' o il 'terrorista', si è sviluppato in una categorizzazione morale più che legale».
Il "London Cage", una prigione dell'MI19 per i prigionieri di guerra nel Regno Unito durante il conflitto e nell'immediato dopoguerra, fu soggetto all'accusa di tortura.

### Stati Uniti

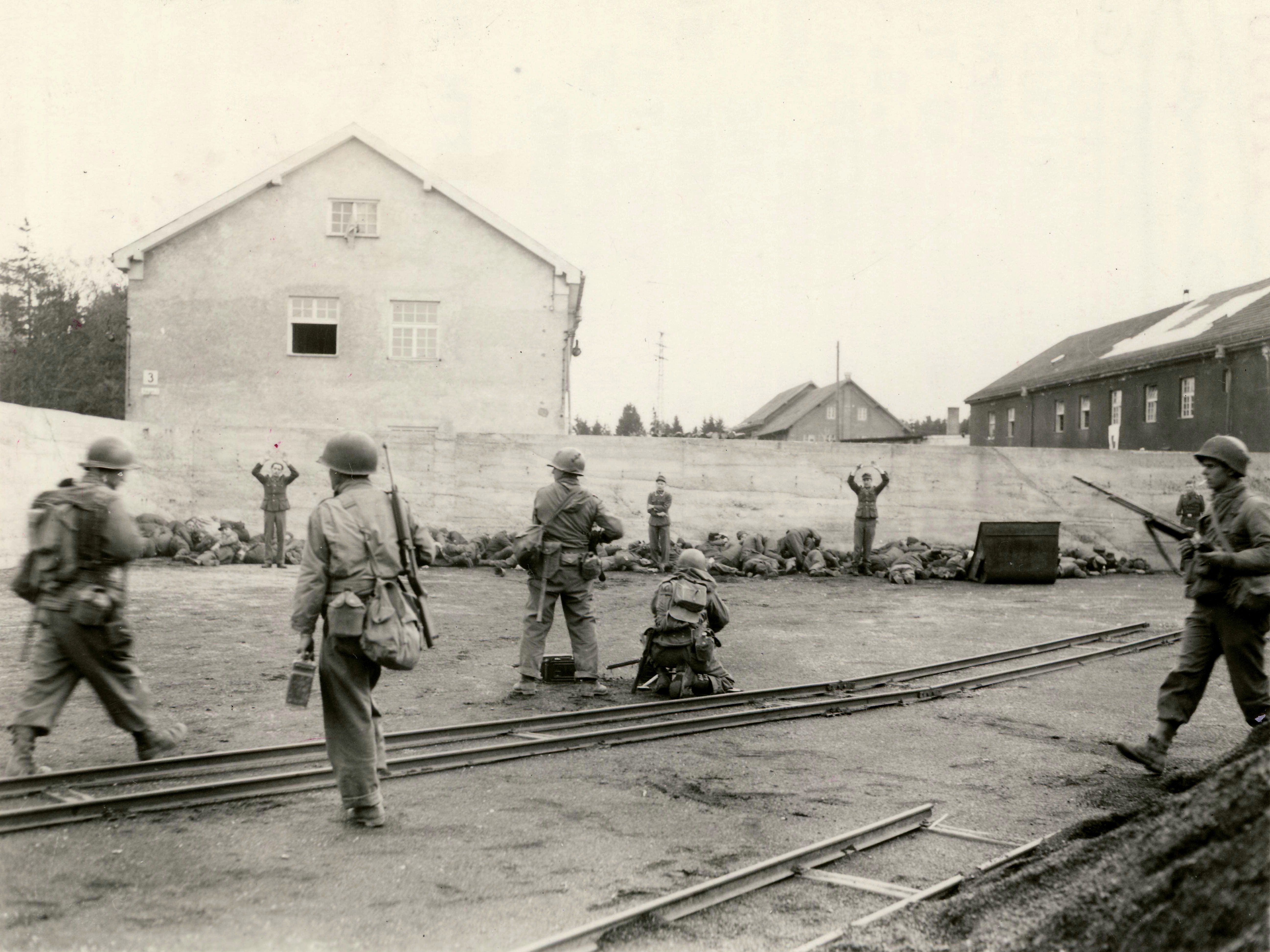
Soldati tedeschi delle SS allineati contro un muro del campo di concentramento di Dachau, il giorno della sua liberazione.

- La strage di Canicattì: uccisione di civili italiani da parte del tenente colonnello McCaffrey. Un'inchiesta riservata fu aperta, ma McCaffrey non è mai stato accusato di un reato relativo tale evento. Il colonnello morì nel 1954. La strage rimase virtualmente sconosciuta finché Joseph S. Salemi della New York University, il cui padre fu un testimone, non pubblicò un articolo sulla strage.[21][22]
- Il massacro di Dachau: uccisione di prigionieri di guerra tedeschi e di soldati delle SS arresisi al campo di concentramento di Dachau.[23]
- Nel massacro di Biscari, che consiste di due casi di omicidi di massa, truppe americane della 45ª Divisione di Fanteria uccisero approssimativamente 75 prigionieri di guerra, la maggior parte italiani.[24][25]
- Operation Teardrop: otto uomini dell'equipaggio catturato tra i sopravvissuti del sottomarino affondato U-546 furono torturati da personale militare americano. Lo storico Philip K. Lundeberg scrisse che le percosse e le torture dei sopravvissuti dell'U-546 fu un'atrocità singolare motivata dalla necessità negli interrogatori di ottenere rapidamente informazioni sul potenziale attacco missilistico sugli Stati Uniti che gli americani credevano possibile dai sommergibili tedeschi.[26]

In seguito al massacro di Malmédy un ordine scritto dal Quartier generale del 328º Reggimento di Fanteria dell'Esercito statunitense, datato 21 dicembre 1944, afferma: «Nessun soldato delle SS o dei paracadutisti [tedeschi] saranno fatti prigionieri ma saranno uccisi sul posto». Il generale statunitense Raymond Hufft diede istruzioni alle sue truppe di non prendere prigionieri quando avrebbero attraversato il Reno nel 1945. «Dopo la guerra, quando rifletté sui crimini di guerra che autorizzò, egli ammise, "se i tedeschi avessero vinto, io sarei stato al processo di Norimberga invece di loro"». Stephen Ambrose disse: «Ho intervistato ben più di 1 000 veterani. Solo uno di essi disse di aver sparato ad un prigioniero [...] Forse come molti dei due-terzi dei veterani [...] tuttavia, presi nota di diversi episodi nei quali essi videro altri soldati sparare a prigionieri tedeschi disarmati, che tenevano le mani alzate».
Vicino al villaggio francese di Audouville-la-Hubert, 30 prigionieri tedeschi furono massacrati dai paracadutisti americani.
Frank Sheeran, che servì nella 45ª Divisione fanteria, dopo la guerra affermò, 
Quando un ufficiale ti diceva di prendere una coppia di prigionieri tedeschi e portarla dietro le linee e di 'correre indietro rapidamente' tu sapevi cosa dovevi fare.
Lo storico Peter Lieb individuò molte unità canadesi e statunitensi a cui fu ordinato di non prendere prigionieri durante gli sbarchi del D-Day. Se questa visione è corretta essa può spiegare l'assenza di 64 prigionieri, su 130 soldati tedeschi catturati, che non raggiunsero il punto di raccolta ad Omaha Beach, il 6 giugno 1944.
Secondo un articolo nel Der Spiegel di Klaus Wiegrefe, molte memorie personali di soldati alleati sono state volutamente ignorate dagli storici fino ad oggi, perché erano in contrasto con la mitologia della "grande generazione" (nata durante la grande depressione) durante la seconda guerra mondiale, ma tutto questo ha cominciato a cambiare con la pubblicazione di libri come The Day of Battle di Rick Atkinson dove l'autore descrive i crimini di guerra alleati in Italia, e D-Day: The Battle for Normandy di Anthony Beevor. L'ultimo lavoro di Beevor è attualmente in discussione fra gli studiosi e dovrebbe dare prova che i crimini di guerra alleati in Normandia furono molto più estesi "di quanto precedentemente valutato."

### Unione Sovietica
L'Unione Sovietica non aveva firmato le convenzioni di Ginevra relative al trattamento dei prigionieri di guerra. Questo mette in dubbio che il trattamento dei prigionieri di guerra sovietici sia un crimine di guerra anche se essi «[non] erano trattati neanche lontanamente secondo le convenzioni di Ginevra», causando così la morte di centinaia di migliaia di uomini. In ogni caso, il Tribunale di Norimberga rigettò tali accuse, affermando però che la Convenzione de L'Aia del 1907 (di cui la Convenzione di Ginevra del 1929, firmata dai sovietici, non ne cancella il ruolo ma lo aumenta) e le altre leggi di guerra relative al trattamento dei prigionieri di guerra sono vincolate a tutte le nazioni in conflitto.
I sovietici commisero numerosi crimini di guerra durante l'occupazione della Prussia Orientale, in particolare a Danzica, in parte della Pomerania e della Slesia; durante la Battaglia di Berlino, e nella battaglia di Budapest.

Verso la fine della guerra, i partigiani comunisti jugoslavi si lamentarono circa gli stupri e i saccheggi commessi dall'esercito sovietico mentre attraversavano il loro paese. Milovan Đilas ritenne in seguito direttamente responsabile Iosif Stalin, 
«Gilas, che è anch'egli uno scrittore, può non sapere cosa siano il cuore e la sofferenza umana? Può non capire un soldato, che ha marciato per migliaia di chilometri attraverso sangue e fuoco e morte, se si diverte con una donna o fa qualche sciocchezza?»

## Asia e Pacifico
I soldati dei paesi alleati che combatterono sul fronte del Pacifico in alcuni casi uccisero dei soldati giapponesi intenti ad arrendersi o dopo la resa stessa. Uno storico sociale della guerra nel Pacifico, John W. Dower, afferma che "negli ultimi anni di guerra contro il Giappone, un reale ciclo vizioso si sviluppò provocato dalla riluttanza dei giapponesi ad arrendersi la quale spinse gli Alleati al disinteressamento nel prendere prigionieri." Dower suggerisce che fosse stato detto a molti dei soldati giapponesi che essi sarebbero stati "uccisi o torturati" se fossero caduti in mani alleate e, di conseguenza, molti di essi di fronte alla sconfitta sul campo combatterono fino alla morte o si suicidarono. Oltre a ciò, la resa veniva considerata dai giapponesi vergognosamente disonorevole, spingendoli a commettere il suicidio o a combattere fino alla morte senza considerare la possibilità di pensare se stessi come prigionieri di guerra. A dimostrazione di ciò, per il codice di condotta giapponese la resa non era permessa.
Per gli Alleati "non era una politica officiale" prendere dei prigionieri e ciò "su l'ampia distesa del campo di battaglia asiatico era praticato ogni giorno." Vi furono anche rapporti diffusi del tempo circa prigionieri giapponesi che uccisero membri del personale medico alleato o delle guardie con armi nascoste, dopo la loro resa; ciò spinse i soldati alleati a concludere che prendere prigionieri era troppo rischioso.
Il 4 marzo 1943, durante la battaglia del Mare di Bismarck, il generale George C. Kenney ordinò alle navi di pattuglia alleate e agli aerei di attaccare i vascelli di soccorso giapponesi, mentre i sopravvissuti giapponesi delle navi affondate, nuotavano o fluttuavano in mare. La giustificazione fu che, una volta salvati, i soldati giapponesi sarebbero tornati ben presto al servizio attivo. Questa decisione violò la convenzione dell'Aia del 1907 che condanna in ogni circostanza l'uccisione dei sopravvissuti ad un naufragio, azione che, da allora, è considerata un crimine di guerra.

### Australia
Secondo Mark Johnston, "l'uccisione di giapponesi disarmati era comune" e i comandanti australiani tentarono di fare pressione sulle loro truppe perché realmente facessero prigionieri, ma queste ultime erano riluttanti. Quando venivano presi dei prigionieri "si trovava spesso difficoltà nel prevenire l'uccisione dei prigionieri stessi prima che essi fossero interrogati". Secondo Charles Lindbergh, gli australiani spesso lanciavano i prigionieri fuori dagli aerei, dicendo poi che si erano suicidati. Secondo Johnston, come conseguenza di questo tipo di comportamento; "alcuni soldati giapponesi erano quasi sicuramente scoraggiati dall'arrendersi agli australiani". Il generale Paul Cullen affermò che l'uccisione dei prigionieri giapponesi durante la campagna del sentiero Kokoda non era una cosa insolita. In un caso egli descrisse durante la battaglia, presso Gorari, che "il plotone d'avanguardia catturò cinque o sette giapponesi e poi proseguì. Il plotone successivo, lungo la stessa strada, uccise questi giapponesi con le baionette." Egli affermò inoltre di trovare questi omicidi incomprensibili ma che si sentì egli stesso colpevole.

### Cina
Rudolph Joseph Rummel afferma che c'è una ridotta informazione riguardante il trattamento generale dei prigionieri giapponesi presi dall'esercito rivoluzionario nazionale cinese durante la seconda guerra sino-giapponese (1937-45). Tuttavia, civili e coscritti cinesi, come anche i civili giapponesi, furono maltrattati dai soldati cinesi. Rummel dichiara che i contadini cinesi "spesso non avevano meno paura dei propri soldati che dei giapponesi." Egli scrisse inoltre che, in alcuni casi, dei nuovi coscritti assunti dai nazionalisti, il 90% morivano di malattia, fame o violenze, prima ancora di cominciare l'addestramento. In "The Birth of Communist China" ("La Nascita della Cina Comunista"), C. P. Fitzgerald descrive la Cina sotto il governo del Partito Nazionalista come: «il popolo cinese gemette sotto un regime fascista in ogni aspetto eccetto l'efficienza».
I crimini di guerra cinesi comprendono anche:
- nel 1937, vicino a Shanghai, l'uccisione e la tortura di prigionieri di guerra giapponesi e civili cinesi accusati di collaborazionismo, immortalati in fotografie scattate da un uomo d'affari svizzero, Tom Simmen.[58] Nel 1996, il figlio di Simmen ritrovò queste foto, mostranti soldati nazionalisti cinesi durante esecuzioni sommarie per mezzo di armi da fuoco e della decapitazione, come anche delle pubbliche torture.
- l'ammutinamento di Tungchow dell'agosto 1937; soldati cinesi reclutati dai giapponese ammutinarono e tornarono al distretto di Tongzhou (Pechino), prima di attaccare i civili giapponesi e uccidere 280 persone.[54]
- truppe nazionaliste nella provincia di Hubei, nel maggio 1943, ordinarono a villaggi interi di evacuare per poi saccheggiare i villaggi stessi; alcuni civili che si rifiutarono e/o che non potevano andarsene furono uccisi.[55]

### Stati Uniti
I soldati americani nel Pacifico spesso deliberatamente uccisero soldati giapponesi che si erano arresi. Secondo Richard Aldrich, che ha pubblicato uno studio sui diari tenuti da soldati statunitensi ed australiani, essi a volte massacrarono i loro prigionieri di guerra. Dower afferma che in "molti casi... i giapponesi fatti prigionieri furono uccisi sul posto o durante il tragitto fino al carcere." Secondo Aldrich non prendere prigionieri era una pratica comune per le truppe statunitensi. Quest'analisi è supportata dallo storico britannico Niall Ferguson, il quale afferma anche che, nel 1943, "un rapporto segreto dell'intelligence [americana] annota che solo la promessa di un gelato e di una libera uscita di tre giorni avrebbe ... indotto le truppe americane a non uccidere i giapponesi arresisi."
Ferguson afferma che alcune pratiche giocarono un ruolo determinante nel tasso di mortalità dei prigionieri giapponesi che, nel tardo 1944, risulta rispettivamente 1:100. Lo stesso anno, l'Alto Comando Alleato cominciò a prendere provvedimenti per sopprimere quest'attitudine a "non prendere prigionieri", usata dalle loro stesse truppe (come riportato dall'intelligence) e per incoraggiare i giapponesi ad arrendersi. Ferguson aggiunge che queste misure portarono al variare del tasso di mortalità dei prigionieri fino a 1:7, a metà del 1945. Nonostante ciò, non prendere prigionieri rimase una pratica standard tra le truppe statunitensi anche durante la battaglia di Okinawa, nell'aprile-giugno 1945.
Ulrich Straus, studioso statunitense della cultura giapponese, suggerisce che le truppe sulla linea del fronte odiavano intensamente i giapponesi e che non era "facile persuaderli" a prendere o proteggere eventuali prigionieri, dato che essi credevano che i prigionieri alleati "non ricevevano pietà" dai giapponesi. I soldati alleati credevano che i soldati giapponesi erano inclini a fingere di arrendersi, nel tentativo di eseguire un attacco a sorpresa. Dunque, secondo Straus, "gli ufficiali superiori si opposero al prendere prigionieri se farlo significherebbe mettere a rischio le truppe americane..." Quando, in ogni caso, furono fatti dei prigionieri a Guadalcanal, agli interrogatori un ufficiale dell'esercito, il capitano Burden, annotò che molte volte questi a prigionieri veniva sparato durante il loro trasporto al carcere perché "era di troppo disturbo portarli lì".
Ferguson suggerisce che "non era solo la paura di azioni disciplinari o di disonore che rendevano giapponesi e tedeschi riluttanti all'arrendersi. Più importante per la maggior parte dei soldati era la percezione che i prigionieri fossero uccisi dal nemico comunque, e così essi continuarono a combattere."
Lo storico statunitense James J. Weingartner attribuisce il numero molto ridotto di giapponesi nei campi di prigionia americani a due fattori importanti: una riluttanza giapponese ad arrendersi e a una diffusa "convinzione [americana] che i giapponesi erano 'animali' o 'disumani'" e immeritevoli del normale trattamento accordato ai prigionieri di guerra. Quest'ultima ragione è supportata da Ferguson, che dice "le truppe alleate spesso vedevano i giapponesi allo stesso modo di come i tedeschi guardavano i russi - cioè come Untermenschen."

#### Mutilazione dei morti in guerra giapponesi

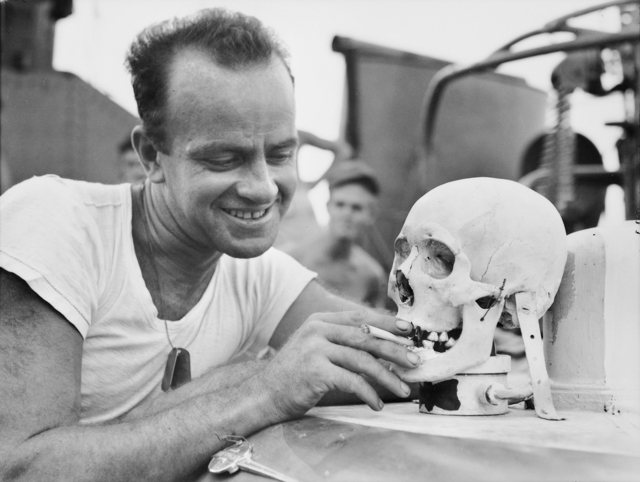
Un marinaio statunitense con un teschio giapponese a bordo della USS PT-341

Alcuni soldati alleati collezionavano parti del corpo dei giapponesi. L'incidenza di tutto ciò fu, secondo Simon Harrison, "di scala sufficientemente larga da preoccupare le autorità militari alleate durante il conflitto e l'argomento fu ampiamente riportato e commentato dalla stampa americana e giapponese, durante la guerra."
Il collezionare parti del corpo dei giapponesi cominciò abbastanza presto nella guerra, portando già nel settembre 1942 ad un'azione disciplinare contro ogni "souvenir" preso. Harrison concluse che, la campagna di Guadalcanal, fu la prima vera opportunità di prendere questo tipo di "articoli", "chiaramente, la collezione di parti di corpi su scala sufficientemente larga per preoccupare le autorità militari cominciò non appena si incontrarono i primi corpi giapponesi, vivi o morti."
Quando i resti giapponesi furono rimpatriati dopo la guerra dalle isole Marianne, circa il 60% dei corpi erano privi del teschio.
In un memorandum datato 13 giugno 1944, il Judge Advocate General dell'Esercito (JAG) definì tutto ciò "come una politica atroce e brutale", oltre a essere ripugnante e una violazione delle leggi di guerra che portò a raccomandare la distribuzione a tutti i comandanti di direttive dichiaranti che: "il maltrattamento dei nemici morti in guerra è una sfacciata violazione delle convenzioni di Ginevra relative ai malati e feriti, le quali condizioni sono: dopo ogni ingaggio, i belligeranti che rimangono in possesso del campo adottino le misure per cercare i feriti e i morti, e per proteggerli dai furti e trattamenti dannosi."
Queste pratiche furono, in aggiunta, anche violazioni delle consuete regole non scritte della condotta di guerra terrestre e potevano portare anche alla pena di morte. Il JAG della Marina rispecchiò questa opinione una settimana dopo, e aggiunse inoltre che "le atrocità condotte, di cui alcuni soldati americani sono colpevoli, possono portare ad una rappresaglia giapponese che potrebbe essere giustificata in base al diritto internazionale."

#### Stupri
Non vi sono dubbi che soldati statunitensi violentarono diverse donne giapponesi durante la battaglia di Okinawa nel 1945.
Lo storico di Okinawa, il giapponese Oshiro Masayasu (ex direttore del Archivio Storico della prefettura di Okinawa) scrive, basandosi su diversi anni di ricerca,:
Non appena i Marines degli Stati Uniti sbarcarono, tutte le donne del villaggio della penisola Motobu caddero nelle mani dei soldati americani. All'epoca, vi erano solo donne, bambini e vecchi nel villaggio, dato che gli uomini e i giovani erano stati mobilitati per la guerra. Subito dopo lo sbarco i Marine rastrellarono l'intero villaggio non trovando però segni delle forze giapponesi. Sfruttando la situazione, cominciarono a "dare la caccia alle donne" alla luce del giorno e quelle che si erano nascoste nel villaggio o vicino ai crateri dei bombardamenti furono trovate una dopo l'altra.
Tuttavia, i civili giapponesi "rimasero spesso sorpresi dal trattamento umano che ricevettero dal nemico americano." Secondo Islands of Discontent: Okinawan Responses to Japanese and American Power (L'isola del malcontento: reazioni di Okinawa al potere giapponese e americano) di Mark Selden, gli americani "non seguirono una politica di tortura, stupro ed omicidio dei civili come gli ufficiali militari giapponesi hanno ammonito."
Vi furono 1 336 stupri documentati durante i primi dieci giorni d'occupazione nella prefettura di Kanagawa dopo la resa giapponese.

## Tasso di mortalità dei prigionieri di guerra
Secondo James D. Morrow, «Il tasso di mortalità dei prigionieri di guerra è una misura per valutare il rispetto degli standard statuiti dai trattati, poiché standard minori determinano la morte dei prigionieri». Gli «Stati democratici generalmente provvedono ad un buon trattamento dei prigionieri di guerra».

### Prigionieri in mano alle Potenze dell'Asse
- Prigionieri cinesi in mano ai giapponesi: 56 sopravvissuti documentati, alla fine della guerra[79]
- Prigionieri statunitensi, britannici e del Commonwealth in mano ai tedeschi: ~4%[78]
- Prigionieri italiani e militari internati in mano ai tedeschi: fra il 6 e l'8,4%.
- Prigionieri sovietici in mano ai tedeschi: 57,5%[80]
- Prigionieri alleati in mano ai giapponesi: 27%[81] (I dati per il Giappone potrebbero essere fuorvianti dato che secondo entrambe le fonti tra i 10 800[82] e i 19 000[83] delle 35 756 vittime tra i prigionieri di guerra alleati sono dovuti al fuoco amico in mare, quando le navi da trasporto furono affondate. Ciò nonostante, le Convenzioni di Ginevra richiedevano l'etichettatura di tali vascelli come 'trasporto prigionieri di guerra', cosa che i giapponesi non fecero).

### Prigionieri dell'Asse in mano agli Alleati
- Prigionieri tedeschi in mano ai paesi dell'est Europa (escluso l'URSS): 32,9%[80]
- Prigionieri tedeschi in mano ai sovietici: 15–33% (14,7% secondo The Dictators (I Dittatori) di Richard Overy; 35,8% secondo Ferguson)[80]
- Prigionieri giapponesi in mano ai sovietici: 10%
- Prigionieri tedeschi in mano ai britannici: 0,03%[80]
- Prigionieri tedeschi in mano agli americani: 0,15%[80]
- Prigionieri tedeschi in mano ai francesi: 2,58%[80]
- Prigionieri giapponesi in mano agli americani: relativamente pochi, principalmente suicidatisi secondo James D. Morrow.[84]
- Prigionieri giapponesi in mano ai cinesi: 24%

Dichiarazioni ufficiali che il tasso di mortalità tra i prigionieri di guerra tedeschi in mani anglo-americane fosse meno dell'1% sono state contestate. Per confronto, la mortalità civile post-guerra del Regno Unito e degli Stati Uniti era considerevolmente più alta. Le truppe anglo-americane nei campi di prigionia tedeschi ebbero un tasso di mortalità molto basso, 4%, tasso lodato dal CICR che lo accreditò al trattamento dei prigionieri alleati da parte dei militari tedeschi. Il romanziere James Bacque sostiene che un'analisi dei registri dà supporto ad un tasso di mortalità dei prigionieri di guerra tedeschi in mani alleate pari a oltre il 25%, anche se la sua figura in questo ambito fu contestata dagli accademici che descrissero le sue conclusioni come "semplicemente impossibile" o "peggio che inutile".

### Tabella riassuntiva
| | Nazione d'origine | Nazione d'origine         | Nazione d'origine | Nazione d'origine   | Nazione d'origine | Nazione d'origine |
| --- | --- | ------------------------- | ----------------- | ------------------- | ----------------- | ----------------- |
| Nazione detenente | [[File: Flag of the Soviet Union (1936 – 1955).svg\|class=noviewer\| Unione Sovietica (bandiera)\|border\|20x16px]] Unione Sovietica | Stati Uniti & Regno Unito | Taiwan            | Alleati occidentali | Germania          | Giappone          |
| [[File: Flag of the Soviet Union (1936 – 1955).svg\|class=noviewer\| Unione Sovietica (bandiera)\|border\|20x16px]] Unione Sovietica | – | –                         | –                 | –                   | 14,7–35,8%        | 10%               |
| Regno Unito | – | –                         | –                 | –                   | 0,03%             |                   |
| Stati Uniti | – | –                         | –                 | –                   | 0,15%             | variabile         |
| Francia | – | –                         | –                 | –                   | 2,58%             |                   |
| Paesi dell'est Europa | – | –                         | –                 | –                   | 32,9%             |                   |
| Germania | 57,5% | 4%                        |                   |                     | –                 | –                 |
| Giappone | |                           | non documentato   | 27%                 | –                 | –                 |

## Rappresentazione

### Letteratura sul Negazionismo dell'Olocausto
L'attenzione sulle supposte atrocità alleate durante la guerra furono usate nella letteratura sul negazionismo dell'Olocausto, in particolare nei paesi dove la negazione della Shoah è illegale. Secondo la storica Deborah Lipstadt, il concetto della "confrontabilità con gli sbagli alleati", come l'espulsione dei tedeschi dopo la seconda guerra mondiale e i crimini di guerra alleati, fu il nocciolo, e una continua successiva riproposizione di tali temi, del contemporaneo negazionismo dell'Olocausto; fenomeno che ella chiama "equivalenze immorali".

### Neo-nazionalisti giapponesi
I Neo-nazionalisti giapponesi affermano che i crimini di guerra alleati e le carenze del processo di Tokyo erano equivalenti ai crimini di guerra commessi dalle forze giapponesi durante la guerra. Lo storico statunitense John W. Dower scrisse che questa posizione è "una specie di cancellazione storiografica di immoralità - come se le trasgressioni altrui scagionassero i propri crimini". Le forze di destra in Giappone, tentando di negare o riscrivere la storia della guerra, non ebbero successo per via di pressioni interne ed esterne al Paese stesso.